# Comuna Krînîcine, Ustînivka
Krînîcine (în ucraineană Криничне) este o comună în raionul Ustînivka, regiunea Kirovohrad, Ucraina, formată din satele Krînîcine (reședința), Liubîme, Narîmanivka, Novoustînivka, Sadkî și Șevcenkove.

## Demografie
Componența lingvistică a comunei Krînîcine
     Ucraineană (96,29%)
     Rusă (1,79%)
     Alte limbi (1,11%)
Conform recensământului din 2001, majoritatea populației comunei Krînîcine era vorbitoare de ucraineană (96,29%), existând în minoritate și vorbitori de rusă (1,79%).